# Gâmbia-Pontes-Alto da Guerra
Gâmbia-Pontes-Alto da Guerra ist eine Gemeinde (Freguesia) im portugiesischen Kreis Setúbal. In ihr leben 6809 Einwohner (Stand 19. April 2021).